# Wulong bohaiensis
Wulong bohaiensis es la única especie conocida del género extinto Wulong ("dragón danzante") de dinosaurio terópodo dromeosáurido que vivió a mediados del período Cretácico, entre 125 a 113 de millones de años, durante el Aptiense en lo que es hoy Asia. Sus restos se han hallado en la Formación Jiufotang del Cretácico inferior de China. Incluye una especie, Wulong bohaiensis. Los restos esqueléticos tenían unos 90 centímetros de largo. Sin embargo, dado que el espécimen era un juvenil, se estima que solo había crecido a dos tercios de su tamaño adulto, lo que ubica el tamaño adulto en aproximadamente 1,35 metros de longitud.
El espécimen holotipo del animal fue hallado por un campesino en la Formación Jiufotang de la provincia de Liaoning, la cual es muy rica en fósiles. Desde entonces el esqueleto fósil se encuentra alojado en las colecciones del Museo de Historia Natural de Dalian en Liaoning.  Los restos esqueléticos fueron analizados por Ashley William Poust, quien los nombró como Wulong bohaiensis en una tesis en 2014. Este nombre por el momento siguió siendo un nomen ex dissertatione inválido . En 2020, Poust junto con su exasesor David Varricchio de la Universidad Estatal de Montana y los paleontólogos Gao Chunling, Wu Jianlin y Zhang Fengjiao de la Universidad de Dalian nombraron y describieron válidamente la especie tipo Wulong bohaiensis. El nombre genérico se deriva del chino 舞, wǔ , "bailar", en referencia a la "postura vivaz del individuo y los hábitos ágiles inferidos", y 龍/龙, lóng , "dragón". El nombre específico se refiere a que el museo está ubicado en el Estrecho de Bohai, 渤海 o Bó Hǎi.
La larga cola ósea de Wulong bohaiensis doblaba en longitud al resto de su cuerpo. Su cuerpo tenía huesos huecos. Este dinosaurio tenía plumas en sus extremidades y dos largas plumas en el extremo de su cola. Adicionalmente, tenía una cabeza estrecha con dientes pequeños y afilados. Está cercanamente relacionado con Sinornithosaurus de la Formación Yixian, un microrraptorino. El largo cráneo de Wulong es grande en relación con el cuerpo. Está en 1,15 veces la longitud del fémur. El premaxilar de construcción ligera , uno de un par de pequeños huesos craneales en la punta de la mandíbula superior  es relativamente corto dorsoventralmente para un dromeosáurido. El cuadratoyugal de la mayoría de los dromeosáuridos tiene forma de T, pero en Wulong este hueso es pequeño y tiene forma de L. El proceso ascendente de este terópodo mide unos 6 milímetros de alto y el proceso yugal mide 5 milímetros de largo.